# Norrgölen (Långasjö socken, Småland)
Norrgölen är en sjö i Emmaboda kommun i Småland och ingår i Nättrabyåns huvudavrinningsområde.